# Восточная вечерница
Восточная вечерница (лат. Nyctalus aviator) — млекопитающее отряда рукокрылых. Относится к семейству гладконосых летучих мышей.

## Внешний вид и строение
Масса восточной вечерницы 45—60 г, длина туловища 80—90 мм, хвоста — 57—63 мм, предплечья — 59—62 мм, размах крыльев около 40 см. Мех густой, волоски средней длины, с тёмными основаниями. Спина шоколадно-рыжего цвета, а брюхо более серое. Голова за ушами темнее спины.

## Распространение и места обитания
Населяет восточную Азию: Восточный Китай, Маньчжурию, Корейский полуостров и Японию. Несколько раз её наблюдали в Приморском крае, а в 1970-м году один экземпляр восточной вечерницы был найден в Амурской области.
Обитает в широколиственных лесах, в качестве убежищ использует дупла.

## Образ жизни и питание
Улетает кормиться сразу после заката. Охота происходит на большой высоте.

## Восточная вечерница и человек
Вид очень плохо изучен.